# Chiesa di Sant'Antonio Abate (Nembro)
La chiesa di Sant'Antonio Abate è il principale luogo di culto cattolico di Lonno, frazione del comune di Nembro, in provincia e diocesi di Bergamo. È stata elevata a parrocchia nel 1458.

## Storia
La chiesa fu edificata dalla seconda metà del XV secolo nella parte dislocata dal centro di Nembro, elevata a parrocchia con decreto del 17 dicembre 1468 dal vescovo Ludovico Donato. Alcune testimonianze indicherebbero la consacrazione come atto del vescovo Giacomo di Lodi nel 1478, cosa non corrispondente alla cronotassi della  Diocesi di Lodi, se non si considera la costruzione in anni precedenti. La scelta della dedicazione al santo protettore del racconto e degli animali va identificata nella prevalente attività agricola della zona.
La chiesa fu visitata dal cardinale san Carlo Borromeo il 20 ottobre 1575, dagli atti si evince che faceva parte della pieve di Nembro, con la presenza delle scuola di Santa Maria del Rosario e del Santissimo Sacramento che amministravano i relativi altari. Fino al XVII secolo la chiesa viene indicata parte della pieve nembrese
Nel 1664, con decreto del vescovo Daniele Giustiniani, la chiesa fu staccata dalla chiesa di Nembro per essere inserita nella vicaria di Alzano Maggiore Nel 1939 la chiesa ritornò alla vicaria di Nembro essendo stata soppressa quella di Alzano Maggiore con decreto del 27 maggio 1939.
La chiesa, forse per problemi strutturali, fu completamente modificata con lavori che iniziarono nel 1734 e che durarono un ventennio. Solo nel 1899 fu aggiunta una nuova campata. Il nuovo edificio fu consacrato l'anno successivo il 16 settembre dal vescovo di Bergamo Gaetano Camillo Guindani.

## Descrizione
La chiesa quattrocentesca era composta da un unico corpo con una cappella esterna diventata poi la chiesetta dedicata alla Madonna di Lourdes. La chiesa, ricostruita nel XVIII secolo si presenta con il classico orientamento a est ed è preceduta dal sagrato accessibile da una gradinata in cemento. 

La facciata è divisa da lesene in muratura in tre scomparti. Le lesene hanno un'alta zoccolatura e terminante con capitelli corinzi. La parte superiore presenta il timpano triangolare modanato e sporgente. Il grande ingresso principale ha i contorni in  marmo bianco, completa di timpano curvo in cemento sagomato e dipinto. Lateralmente, in due nicchie, sono poste le statue dei santi Pietro e Paolo.
L'interno a navata unica, con quattro nicchie per lato, conserva pale d'altare di importante interesse artistico. L'altare maggiore ha la tela raffigurante Sant'Antonio con i santi Pietro, Paolo, Stefano, Giuseppe, Bernardino e le nozze mistiche di santa Caterina, opera datata 1553 e firmata Giulio Licinio. L'altare a di sinistra presenta la tela copia del dipinto di Luca Giordano raffigurante la Deposizione di Cristo. Il dipinto dell'albinese Giovan Battista Moroni raffigura la Madonna col Bambino tra i santi Barbara e Lorenzo. Di Palma il Giovane è la tela dell'Annunciazione, mentre dell'artista di Lonno Mauro Pelliccioli è il dipinto Nozze mistiche di santa Caterina d'Alessandria, sono di anonimo le pitture seicentesche raffiguranti i misteri del santo Rosario. Sopra l'ingresso alla cappella della Nostra Signora di Lourdes è posta la tela raffigurante la Sacra famiglia lavoro di Romeo Bonomelli. La controfacciata presenta l'affresco Eliodoro scacciato dal Tempio opera del 1775 di Carlo Innocenzo Carloni. Questo lavoro fu strappato dalla parete per poter eseguire i lavori di creazione della nuova navata, riportato su tela e ricollocato nella sua precedente posizione. Completa l'aula l'organo realizzato dalla ditta Serassi nel 1875.

### Chiesa della Madonna di Lourdes
La facciata della chiesa di Sant'Antonio, prosegue con quella piccola chiesa dedicata alla Nostra Signora di Lourdes, edificata nel 1900, in stile neogotico e restaurata nel 1990. L'ingresso è posto nella parte centrale in uno spazio leggermente sfondato con arco a sesto acuto. Due finestre laterali che si presentano sfondate a sesto acuto la completano. 

La piccola aula, ha l'abside rivolto a nord est. La grande grotta che ricorda quella di Lourdes è posta sul presbiterio completata dalle statue della Madonna e di Bernadette. La grotta è inserita in una struttura in stile gotico con quattro colonnine in cemento che sostengono gli archi a sesto acuto.